# تریگیلا
تریگیلا (به لاتین: Triglia) یک منطقهٔ مسکونی در یونان است.